# Festung Rastatt
Koordinaten: 48° 51′ 30″ N, 8° 12′ 38″ O

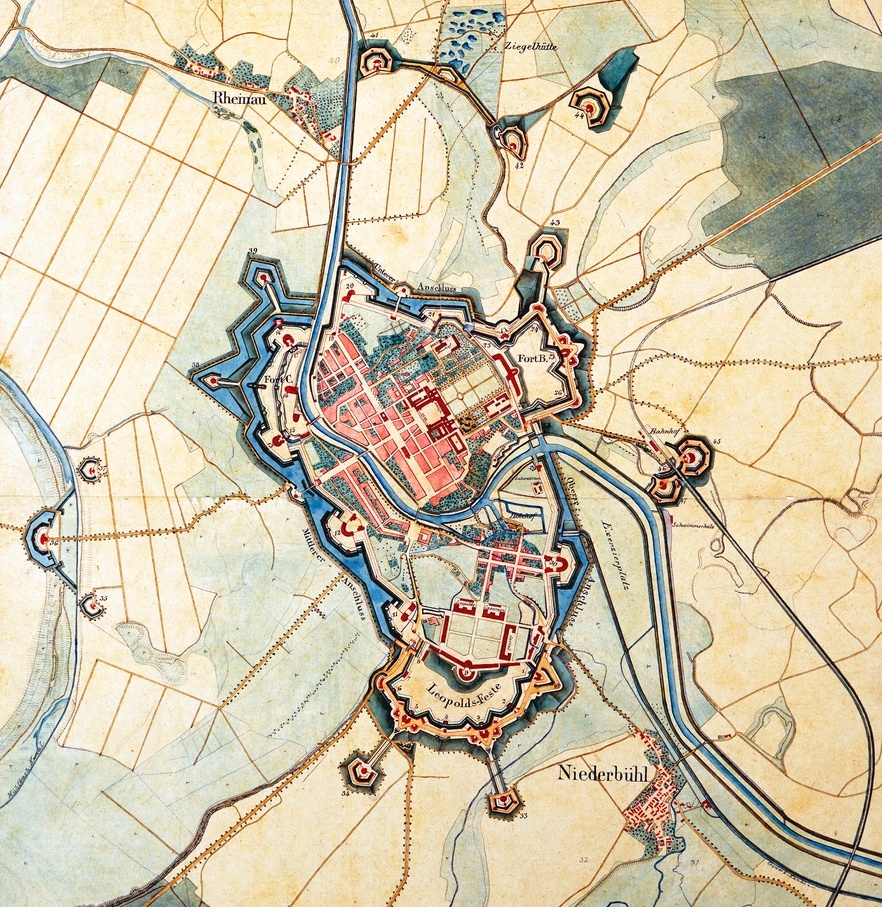
Plan der Festung aus dem Jahr 1849

Die Bundesfestung Rastatt wurde im Zeitraum von 1842 bis 1852 erbaut. Der Bau der Bundesfestung war eines der wenigen Projekte, die der Deutsche Bund in diesem Zeitraum zu Ende führen konnte. Die Festungsanlagen umschlossen die badische Stadt Rastatt und spielten 1849 eine wichtige Rolle während der Badischen Revolution. Sie wurden 1890 aufgegeben und anschließend größtenteils abgerissen.

## Vorgeschichte
Am Rande der Pariser Friedenskonferenz hatten die vier Siegermächte Österreich, Großbritannien, Preußen und Russland am 3. November 1815 Mainz, Luxemburg und Landau zu Festungen des Deutschen Bundes bestimmt und zudem den Bau einer vierten Bundesfestung am Oberrhein vorgesehen, wozu 20 Millionen französische Francs aus der Kriegsentschädigung bereitgestellt werden sollten. Bereits 1819 bis 1824 arbeitete eine Festungsbaukommission, in der badische, bayerische, württembergische und österreichische Ingenieure mitwirkten, die Pläne aus, die dann jedoch aus politischen Gründen 20 Jahre in der Schublade verschwanden. Während Österreich Ulm ausbauen wollte, bevorzugten Preußen und die näher an Frankreich liegenden süddeutschen Staaten den Bau einer Festung in Rastatt.
Im Oktober 1836 schlug der württembergische König Wilhelm I. als Kompromiss den Bau bzw. Ausbau beider Städte zu Festungen vor. 1838/39 konnten dann Bayern und Österreich auch hierfür gewonnen werden. Erst die Rheinkrise von 1840/41 bewirkte jedoch, dass sich die Staaten des Deutschen Bundes auf Verteidigungsanstrengungen gegen Frankreich verständigten und die Bundesversammlung am 26. März 1841 den Bau beider Festungen beschloss. Rastatt wurde als Verbindungs- und Grenzfestung, sowie als Waffenplatz des VIII. Armee-Korps bestimmt. Das Großherzogtum Baden erhielt das Recht den Gouverneur, den Kommandanten und den Chef der Artillerie zu ernennen, den Chef der Genietruppe durfte Österreich bestimmen.

## Der Bau

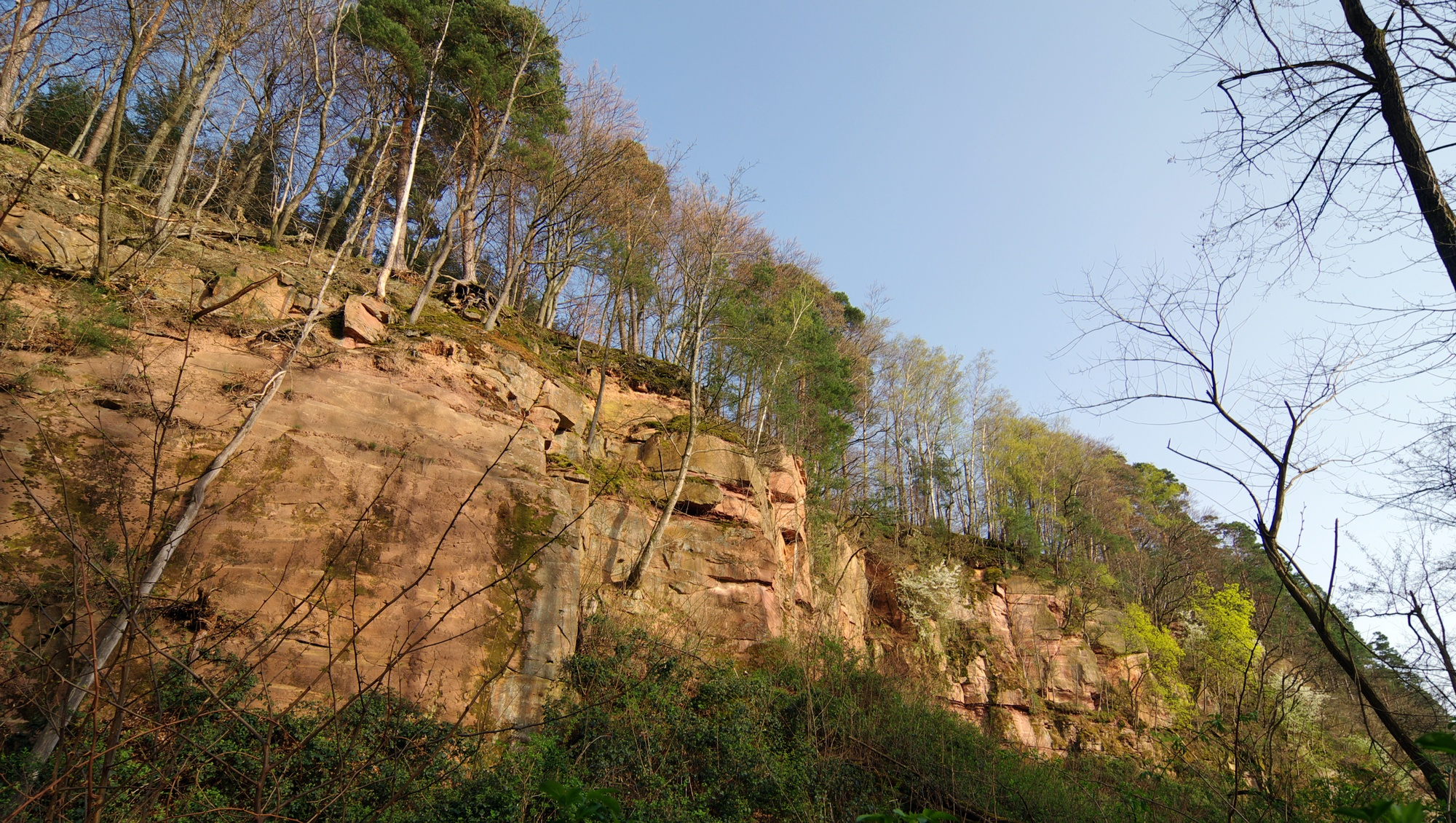
Festungssteinbruch am Eichelberg

Die Arbeiten für die Bundesfestung Rastatt begannen am 15. November 1842, die Grundsteinlegung erfolgte jedoch erst am 18. Oktober 1844, da es langwieriger Vorarbeiten bedurfte. Hierzu gehörte auch der Kauf von Grundstücken bzw. deren Enteignung gegen eine Entschädigung. Neben städtischen und herrschaftlichen Flächen wurden auch Grundstücke von 345 Privatpersonen für die Festung gekauft bzw. enteignet.
Für die Stadt bedeutete der Bau zunächst einen enormen wirtschaftlichen Aufschwung, der jedoch später mit dem Abzug öffentlicher Einrichtungen (Hofgericht, Kreisregierung) bezahlt wurde. Zum Festungsbaudirektor wurde der österreichische Oberstleutnant Georg Eberle ernannt, wie überhaupt fast das gesamte Leitungspersonal von Österreich gestellt wurde. Die große Zahl der eingesetzten Bauarbeiter (1844 bereits 4 000) machte den Ausbau der städtischen Infrastruktur (Polizei- und Sanitätswesen) erforderlich, um deren Finanzierung es zwischen Stadt, Großherzogtum Baden und militärischen Bundesbehörden Streitigkeiten gab. Ein Großteil der Bausteine kam von einem etwa 500 Meter langen Buntsandsteinbruch am Eichelberg bei Oberweier und wurde mit einer 14,5 Kilometer langen Pferdebahn nach Rastatt transportiert, wobei die Leistungsfähigkeit pro Tag bis zu 400 Kubikmeter betrug. Im Steinbruch waren 400–1200 Arbeiter beschäftigt, für die dort ein gesondertes Barackenlager errichtet wurde. Neben Einheimischen waren auch Württemberger, Österreicher und Italiener hier tätig. Es war geplant, den Bau 1849 abzuschließen, was aber aufgrund von Finanzierungsproblemen und der badischen Revolution nicht realisiert werden konnte.
1848 wurde die Festung mit der Ernennung des ersten Gouverneurs, Generalleutnant Carl Felix von Lassolaye in Betrieb genommen.
Nach der Unterbrechung durch die badische Revolution 1849 wurden die Arbeiten 1850 wieder aufgenommen und kamen 1852 zu einem vorläufigen Abschluss. Nach heftigen Auseinandersetzungen um den weiteren Ausbau und dessen Finanzierung – insbesondere zwischen Preußen und Österreich – wurden 1852–1854 die Stadtbefestigung und die Bahnhofslünetten vollendet, und 1856 erfolgte der Ausbau von zwei Außenwerken.

## Bausubstanz der Festung

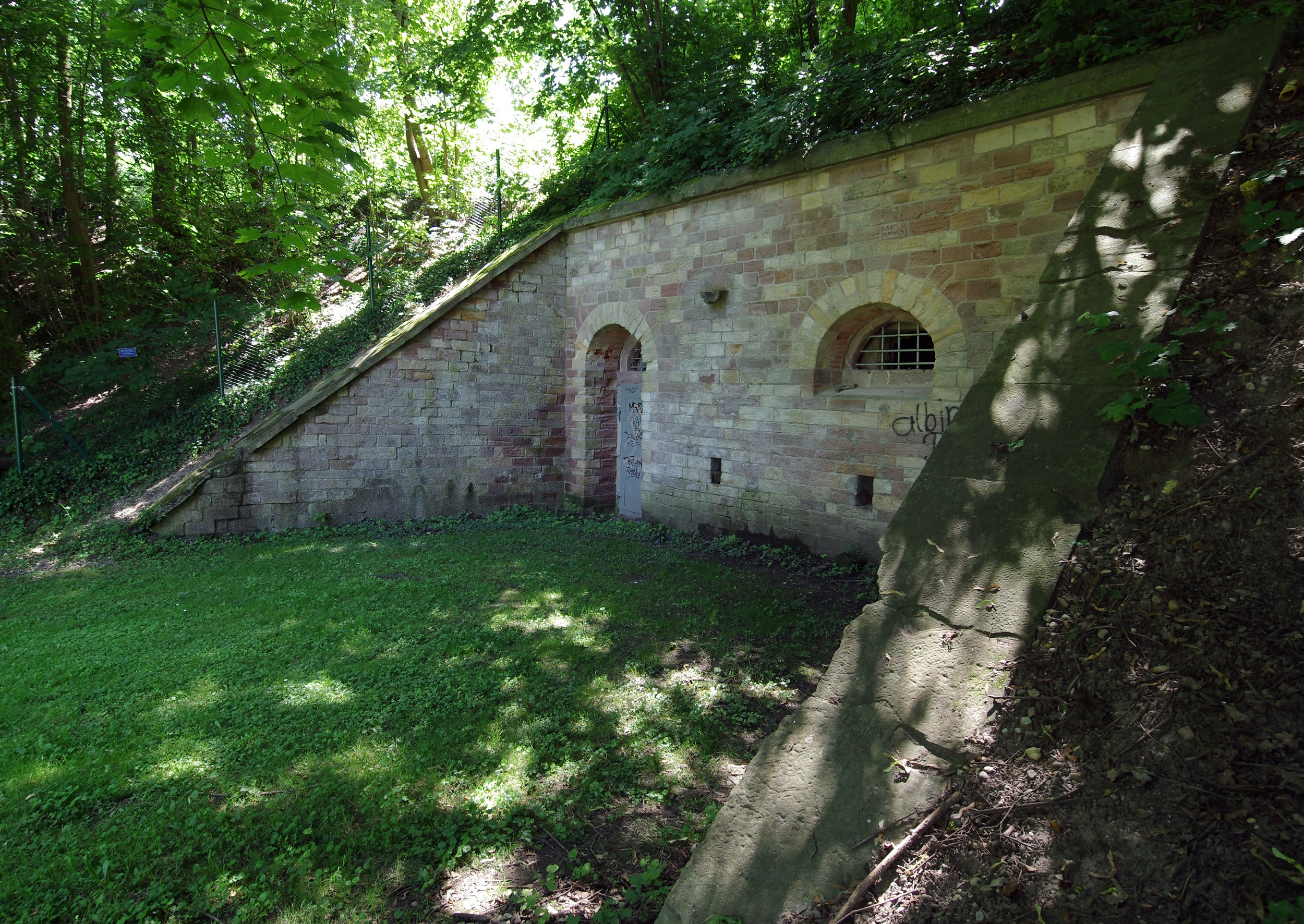
Schutzraum der Bastion XI im Mittleren Anschluss, heute im Stadtpark

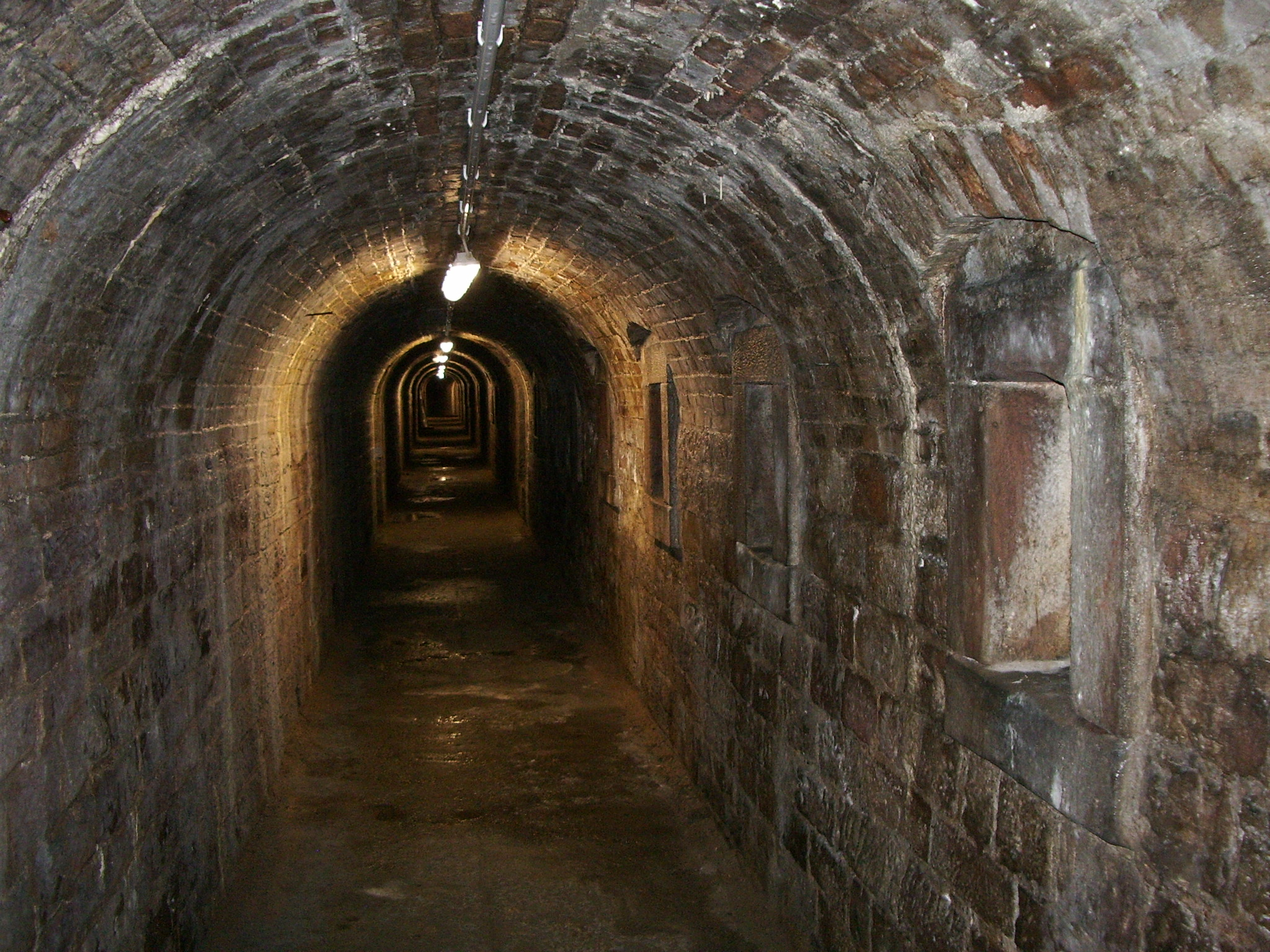
Kasematten

Die Festung wurde in der neupreußischen Befestigungsmanier errichtet, die damals in Europa vorherrschend war.
Die Festung bestand aus drei für sich eigenständig zu verteidigenden Teilen:
- Fort A „Leopoldsfeste“
- Fort B „Ludwigsfeste“
- Fort C „Friedrichsfeste“

Verbunden waren die drei Forts in der gleichen Reihenfolge durch den:
- „Oberen Anschluss“
- „Unterer Anschluss“
- „Mittlerer Anschluss“

Innerhalb dieses Festungskernes befanden sich 30 Werke. Außerhalb dieses Ringes befanden sich weitere dieser Werke, so dass die gesamte Festung aus 47 dieser Anlagen bestand. Die Werke wurden von 1 bis 47 durchnummeriert.

## Besatzung
Die Festung sollte im Kriegsfall bis zu 30 000 Mann aufnehmen können. Baden hatte sich verpflichtet, im Frieden 2 400 und im Krieg 7 000 Mann Besatzung zu stellen. Österreich sollte im Frieden 100 Mann und im Krieg 3 500 stellen. Nach langen und heftigen Auseinandersetzungen zwischen Preußen und Österreich wurde vom Deutschen Bund am 28. Juli 1859 auch Preußen ein Besatzungsrecht eingeräumt. Die Friedensbesatzung wurde auf 12 000 Mann festgelegt, wovon Österreich 6 000; Preußen 4 000 und Baden 2 000 stellen sollte.

## Badische Revolution
Heckerzug (13. bis 27. April 1848):
Scheideck – Günterstal – Freiburg – Dossenbach
Struve-Putsch (21. bis 25. September 1848):    
Staufen
Badischer Militäraufstand (9. Mai bis 23. Juli 1849):
Heppenheim – Weinheim – Wald-Michelbach – Ludwigshafen – Käfertal – Ladenburg I – Hirschhorn – Waghäusel – Ladenburg II – Sinsheim – Ubstadt – Durlach – Murglinie – Gernsbach – Rastatt
Eine politische und militärische Bedeutung erlangte die Bundesfestung Rastatt 1849 während der Badischen Revolution, in deren Verlauf badisches Militär der Festungsgarnison meuterte und sich gemeinsam mit der Bürgerwehr der demokratisch gewählten Regierung unterstellte. Die Reaktion der benachbarten reaktionären Staaten ließ nicht lange auf sich warten. Unter der Führung Preußens wurde der Aufstand mit militärischer Gewalt niedergeschlagen. Die Gedenkstätte daran und ein Museum zur nationalen Bedeutung der Erhebung der Soldaten und Bevölkerung Badens befindet sich im nahe gelegenen Schloss Rastatt:

### Die Meuterei vom 11. Mai 1849
Am 9. Mai 1849 fand ab 19 Uhr auf dem Exerzierplatz der Festung Rastatt eine Soldatenversammlung statt, an der fast alle Mannschaften und Unteroffiziere teilnahmen – es kam zu Verbrüderungsszenen zwischen Linientruppen und Rastatter Bürgerwehr. Die militärische Führung hatte zwar die Soldaten aufgefordert, Beschwerden auf dem Dienstwege vorzubringen und sich nicht an der Versammlung zu beteiligen, sie hatte aber kein Verbot ausgesprochen. Am 10. Mai fand in der Gromer'schen Bierbrauerei wiederum eine Soldatenversammlung statt, zu der die Artilleristen in geschlossener Formation mit gezogenem Säbel und schwarz-rot-goldener Fahne auszogen.
Am 11. Mai wurde morgens der Soldat Stark von Hauptmann von Renz in das Arrestlokal des 1. badischen Infanterieregiments in der Leopoldskaserne eingesperrt, weil er auf der Soldatenversammlung aufrührerische Reden geführt habe. Soldaten des 1. und 3. Infanterieregiments sowie Festungsarbeiter versammelten sich gegen 10 Uhr vor der Kaserne und forderten die Freilassung von Stark. Die Offiziere ließen Generalmarsch schlagen, dem jedoch nur wenige Mannschaften Folge leisteten. Die Versuche mehrerer Offiziere, die Mannschaften zu beruhigen und/oder durch Drohungen die Ordnung wiederherzustellen, hatten keinen Erfolg, sondern führten sogar zu Handgreiflichkeiten gegen den Regimentsadjutanten von Göler. Die herbeigerufene Kasernenwache weigerte sich, gegen ihre Kameraden vorzugehen. Schließlich wurde Stark, der auf einer offiziellen Genehmigung durch seinen Kompanieführer bestand, freigelassen.
Um 13 Uhr wurde wieder Generalmarsch geschlagen, und wieder folgten die Mannschaften nicht. Beim 3. Infanterieregiment bedrängten Mannschaften den Gouverneur der Festung, Wilhelm von Cloßmann, und andere Offiziere, die darauf mit gezogenem Säbel die Unbotmäßigen aus der Kaserne trieben. Ein Sturm der Wohnung des Kommandeurs des 3. Infanterieregiments, Oberst Pierron, wurde nur durch Zureden des Gefreiten Haas – eines Führers des Soldatenklubs – verhindert. Gegen 18 Uhr sammelten sich nochmals Soldaten, Bürger und Festungsarbeiter vor der Leopoldskaserne. Es ging nun um die Freilassung des Korporals Kehlhofer, der wegen Insubordination und unerlaubter Abwesenheit von der Truppe inhaftiert wurde. Oberst Hoffmann wurde in dem Tumult durch einen Steinwurf verletzt und Oberst Pierron konnte sich nur zu Pferd durch Flucht retten. Die Unruhen breiteten sich nun in der ganzen Stadt aus, und die Offiziere wurden in ihren Wohnungen bedroht. Schließlich versuchte der Gouverneur, mit einer Schwadron Dragoner die Massen zu zerstreuen. Nach anfänglichem Erfolg versuchte er, mit den Aufrührern zu reden, wobei er jedoch keinen Erfolg hatte und die Kontrolle über seine Dragoner verlor. Wieder wurden Steine und Ziegel geworfen, und der Gouverneur wurde verletzt, die Dragoner verweigerten nun größtenteils den Befehl. Einzelne Offiziere wurden auf der Straße bedroht, und die Wohnung von Oberst Pierron, der sich zuvor noch in eine angrenzende Wohnung retten konnte, wurde gestürmt. Das Militär war nun ohne Führer, da von Cloßmann und Hoffmann verwundet und Pierron unauffindbar war. Die Hauptleute des kleinen österreichischen Kontingents in der Festung hielten ihre Leute zusammen und blieben zurückgezogen in der Festung.
Die seit dem Struve-Putsch vom September 1848 gefangenen Revolutionäre Gustav Struve und Karl Blind wurden in der Nacht vom 11. auf den 12. Mai von Rastatt nach Bruchsal gebracht. Am 12. Mai kam es sehr früh in der Stadt zu weiteren Ausschreitungen gegen Offiziere und einen regierungstreuen Korporal. Gegen 8 Uhr traf der badische Kriegsminister Friedrich Hoffmann von Karlsruhe kommend in der Festung ein. Etwa gleichzeitig mit ihm trafen drei Schwadronen des 1. badischen Dragonerregiments unter Oberst Heinrich Wilhelm von Hinckeldey mit einer Artillerieabteilung ein. General Hoffmann besuchte die einzelnen Truppenteile und forderte die Mannschaften auf, ihre Beschwerden vorzubringen. Nebst der Forderung nach höherem Sold wurde auch die Teilnahme von Soldatenvertretern an der für den 13. Mai in Offenburg geplanten Volksversammlung gefordert, was zugestanden wurde. Die Solderhöhung war noch durch die badische Ständeversammlung blockiert. Es trat zunächst eine gewisse Beruhigung ein, die aber abends wieder durch Gerüchte über die Meutereien an anderen Standorten und angeblich anrückende preußische Truppen in nunmehr bewaffnete Tumulte umschlug. General Hoffmann zog das Dragonerregiment auf dem Schlossgartenplatz zusammen. Den Aufrührern gelang es, sich der Artillerieabteilung des Generals zu bemächtigen oder die Artilleristen für sich zu gewinnen. Man bedrohte nun die Dragoner einerseits mit der Artillerie und rief sie andererseits zur Verbrüderung auf. So löste sich auch das Dragonerregiment auf, aber General Hoffmann konnte sich mit einem Teil dieses Regiments und der Mehrzahl der Offiziere aus Rastatt retten. Die Meuterer begannen nun eine Jagd auf die Offiziere, wobei auch Bürgerhäuser durchsucht wurden. Dies veranlasste nun die Rastatter Bürgerwehr einzugreifen, um die Sicherheit der Bürger zu gewähren. Gemeinsamen Patrouillen von Bürgerwehr und rebellierenden Truppen gelang es, wieder eine gewisse Rechtssicherheit herzustellen.
Am 13. Mai fuhren die gewählten Delegierten der Rastatter Soldaten zur Volksversammlung nach Offenburg. In Rastatt wurde ein Sicherheitsausschuss gebildet. Stadt und Festung teilten nun das Schicksal Badens in der Badischen Revolution.

### Die gespannte Lage in der Festung Ende Juni 1849
Nach dem am 21. Juni verlorenen Gefecht bei Waghäusel suchten geschlagene Revolutionstruppen sowie versprengte Freischärler Zuflucht hinter den Festungsmauern und biwakierten auf Straßen und Plätzen. Angesichts der sich abzeichnenden Niederlage der Revolution herrschte eine gespannte und gereizte Unruhe in der überfüllten Stadt. Vor diesem Hintergrund wurden am 27. Juni zwei vermeintliche Spione und Reaktionäre von einem Lynchmob getötet. Auch in der provisorischen Regierung und bei den örtlichen Revolutionsführern wuchs die Nervosität und die verzweifelte Bereitschaft, zu radikalen Maßnahmen zu greifen, um den Fortbestand der revolutionären Regierung zu sichern. So wurden am 24. Juni auf Veranlassung des revolutionären Innenministeriums während der Geiselnahmen im Murgtal und in Baden-Baden sechzehn, der Reaktion verdächtigte Beamte und Geistliche als „Volksverräter“ festgenommen und in der Festung interniert. Das rechtzeitige und besonnene Eingreifen von Amand Goegg am 28. Juni hat verhindert, dass die Gefangenen, wie vorgesehen, als Geiseln zur Durchsetzung von Forderungen gegen die vorrückenden preußischen Interventionstruppen eingesetzt werden konnten.

### Die Gefechte an der Murglinie
Der Befehlshaber der badisch-pfälzischen Revolutionsarmee, General Mieroslawski, sammelte um den 26. Juni die Reste der aus Nordbaden zurückweichenden revolutionären Verbände bei der Festung Rastatt. Hier wurde entlang des Unterlaufs der Murg, an der engsten Stelle Badens, eilig eine Verteidigungsstellung, die sogenannte Murglinie, errichtet. Sie sollte verhindern, dass die zur Niederschlagung der Revolution in Nordbaden eingedrungenen Interventionstruppen des Deutschen Bundes, die aus drei improvisierten Armeekorps bestanden, weiter in die südlichen Landesteile vorstoßen. Der Festung Rastatt kam hierbei wegen ihrer zentralen Lage in der Rheinebene und der dort installierten Geschützbatterien, die das gesamte Gefechtsfeld vom Rhein bis zu den Rändern des Schwarzwalds bestreichen konnten, eine besondere Bedeutung zu.
Vom 28. bis 30. Juni führten die Revolutionstruppen an der Murglinie eine Reihe von Abwehrgefechten. Die Stellungen an der Murg konnten freilich der überwältigenden Übermacht der Angreifer nicht standhalten. Am 29. und 30. Juni gelang es den Interventionstruppen, die rechte Flanke der Murglinie zu durchbrechen und über Sandweier und Iffezheim die Festung zu umfassen. Einem Teil der revolutionären Verbände war somit der Rückzug nach Süden nicht mehr möglich. Sie suchten Zuflucht in der Festung. Am Abend des 30. Juni waren etwa 6.000 Freiheitskämpfer in der Festung eingeschlossen.
Siehe auch: Gefechte an der Murglinie

### Belagerung vom 30. Juni bis 23. Juli 1849

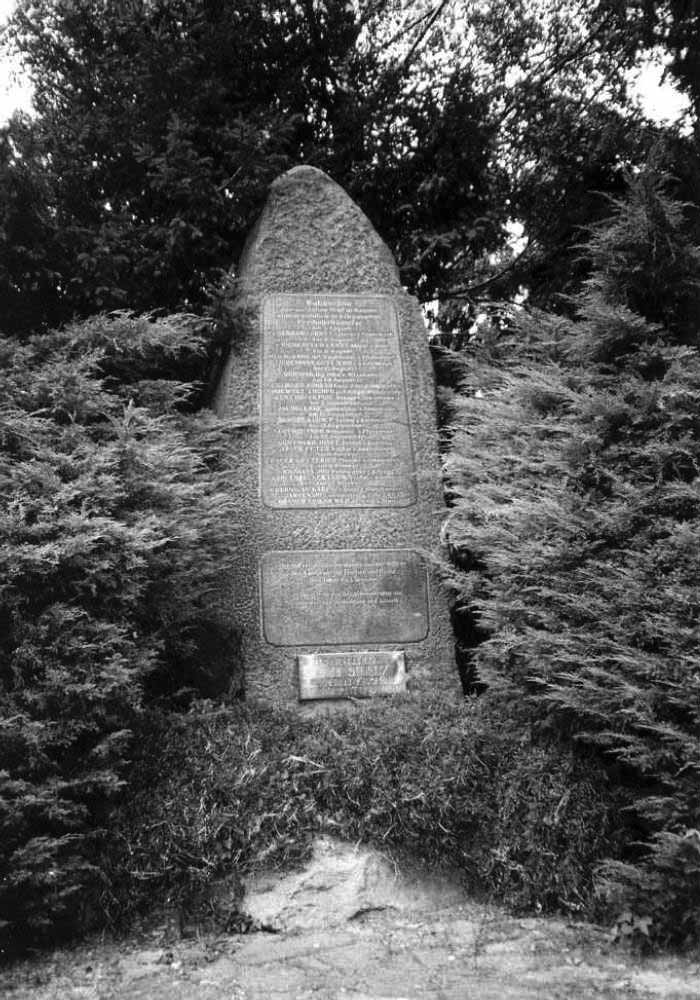
Denkmal für die getöteten Demokraten vor der ehemaligen Bastion 30

Während nach dem Zusammenbruch der Murglinie am 30. Juni 1849 das 1. preußische Armee-Korps unter Moritz von Hirschfeld den flüchtenden Revolutionäre bis zur Schweizergrenze folgte, und bis zum 14. Juli ganz Baden besetzte, zernierte das 2. Armee-Korps unter Karl von der Groeben Rastatt. Nach erfolglosen Ausfallgefechten, mehrmaliger Aufforderung zur Kapitulation und nachdem offensichtlich auch kein Entsatz durch die mittlerweile aufgelöste Revolutionsarmee zu erwarten war, ergaben sich die Eingeschlossenen am 23. Juli 1849. Die Eroberer verhängten schwere Strafen gegen diejenigen, die sie für verantwortlich hielten, und 19 Todesurteile wurden in den Festungsgräben durch Erschießen vollstreckt. Einer der Erschossenen war Major Gustav Tiedemann, der von Revolutionsgeneral Ludwik Mierosławski am 29. Juni 1849 ernannte Gouverneur der Festung Rastatt. Sämtliche Rastatter Revolutionssoldaten – fast neun Zehntel von ihnen waren Badener – gerieten in Gefangenschaft. Als Gefängnis diente unter anderem der heute noch erhaltene Cavalier 1 in der Leopoldsfeste.
Siehe auch: Belagerung der Festung Rastatt

## Deutscher Krieg 1866
Im Deutschen Krieg stellten 1866 die Bundesfestungen mit gemeinsamer Besatzung ein spezielles Problem dar. Auf Antrag Bayerns beschloss der Bundestag am 9. Juni 1866, dass die österreichischen und preußischen Besatzungen in den Bundesfestungen Mainz und Rastatt abgezogen und durch Truppen Bayerns und der Kleinstaaten im Deutschen Bund ersetzt werden sollten  Preußen zog seine Truppen (darunter das Füsilier-Regiment „Königin Viktoria von Schweden“ (Pommersches) Nr. 34) am 10. Juni nach Wetzlar und Koblenz ab.
Österreich zog am 13. Juni seine Besatzungen aus den Bundesfestungen Mainz und Rastatt (darunter das k.u.k. Niederösterreichisches Infanterie Regiment „Freiherr von Hess“ Nr. 49) ab. Die Besatzung wurde auf 4 800 Mann reduziert, wobei Baden 1 800 Mann, Sachsen-Altenburg und Sachsen-Coburg-Gotha je 1 000, Waldeck und Reuß je 500 stellen sollten.
Die Festung wurde erst am 18. Juli 1866 in den Kriegszustand versetzt, der auch nur bis zum 1. August aufrechterhalten wurde. Nach dem Austritt Badens aus dem deutschen Bund wurde die Bundesfestung dem badischen Kriegsministerium unterstellt. Am 4. August 1866 rückten die im Juni als Ersatz für die Österreicher und Preußen in die Festung verlegten Kontingente aus Rastatt ab.
Das Füsilier-Regiment „Königin Viktoria von Schweden“ (Pommersches) Nr. 34 und das k.u.k. Niederösterreichisches Infanterie Regiment „Freiherr von Hess“ Nr. 49 nahmen beide an der Schlacht bei Königgrätz teil. In der Garnison Rastatt gab es vor Ausbruch des Krieges keinerlei Spannungen zwischen den Truppen der beiden Bundesstaaten.
1869 war Heinrich Hansjakob für einen Monat in der Festung inhaftiert und schrieb das Buch Auf der Festung.

## Deutsch-Französischer Krieg 1870/71
Im Deutsch-Französischen Krieg diente die Festung als Sammelpunkt für die süddeutschen Truppenkontingente. Am 22. Juli 1870 wurde die Festung in den Belagerungszustand versetzt, der bis 11. Mai 1871 beibehalten wurde. Nach der Kapitulation der Festung Straßburg am 27. September 1870 wurde in Rastatt ein Gefangenenlager für 10 000 französische Gefangene eingerichtet, das bis zum Spätsommer 1871 existierte. Gouverneur war in dieser Zeit Generalleutnant Ludwig Waag.

## Die Festung heute

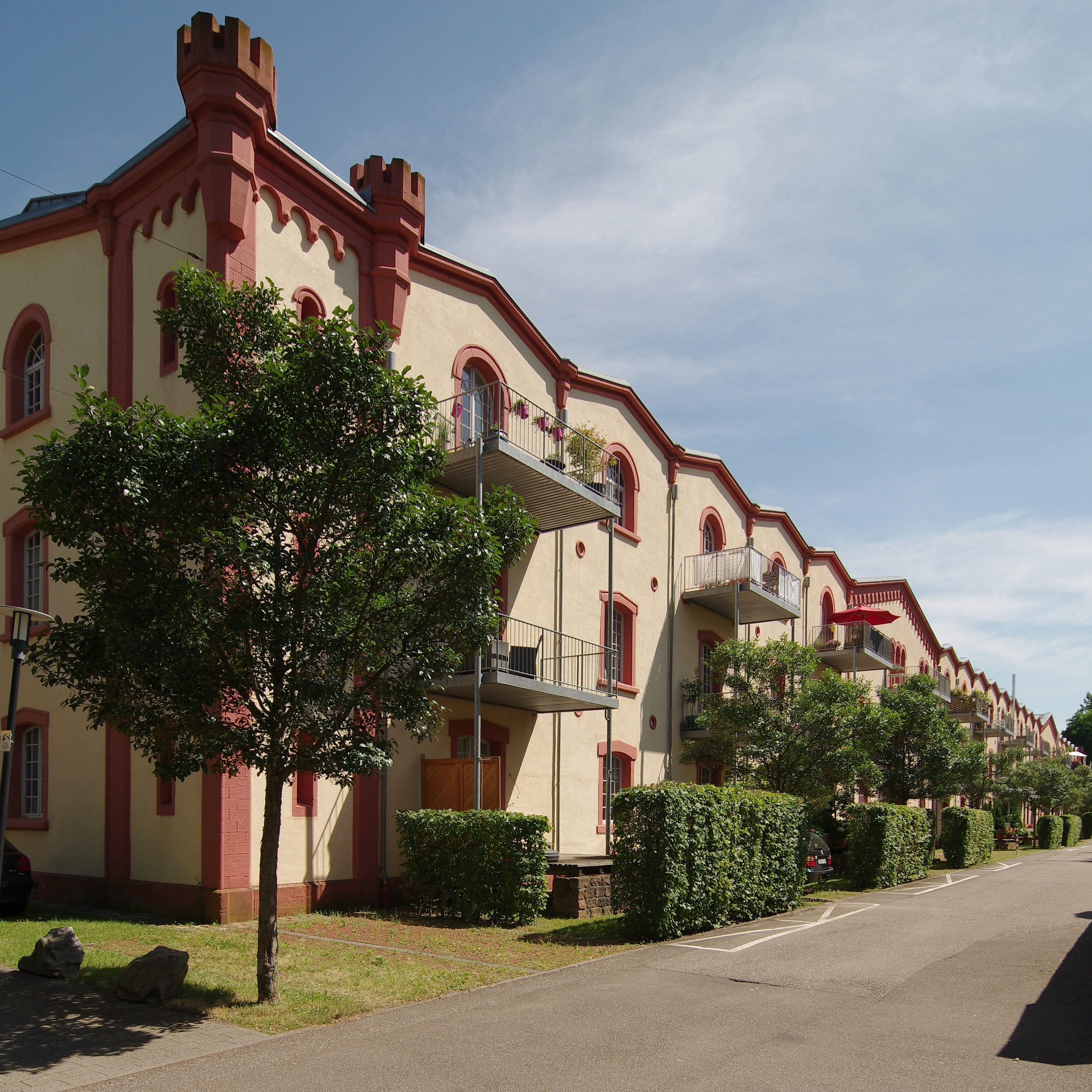
Ehemaliges Proviantmagazin, zu Wohnungen umgebaut

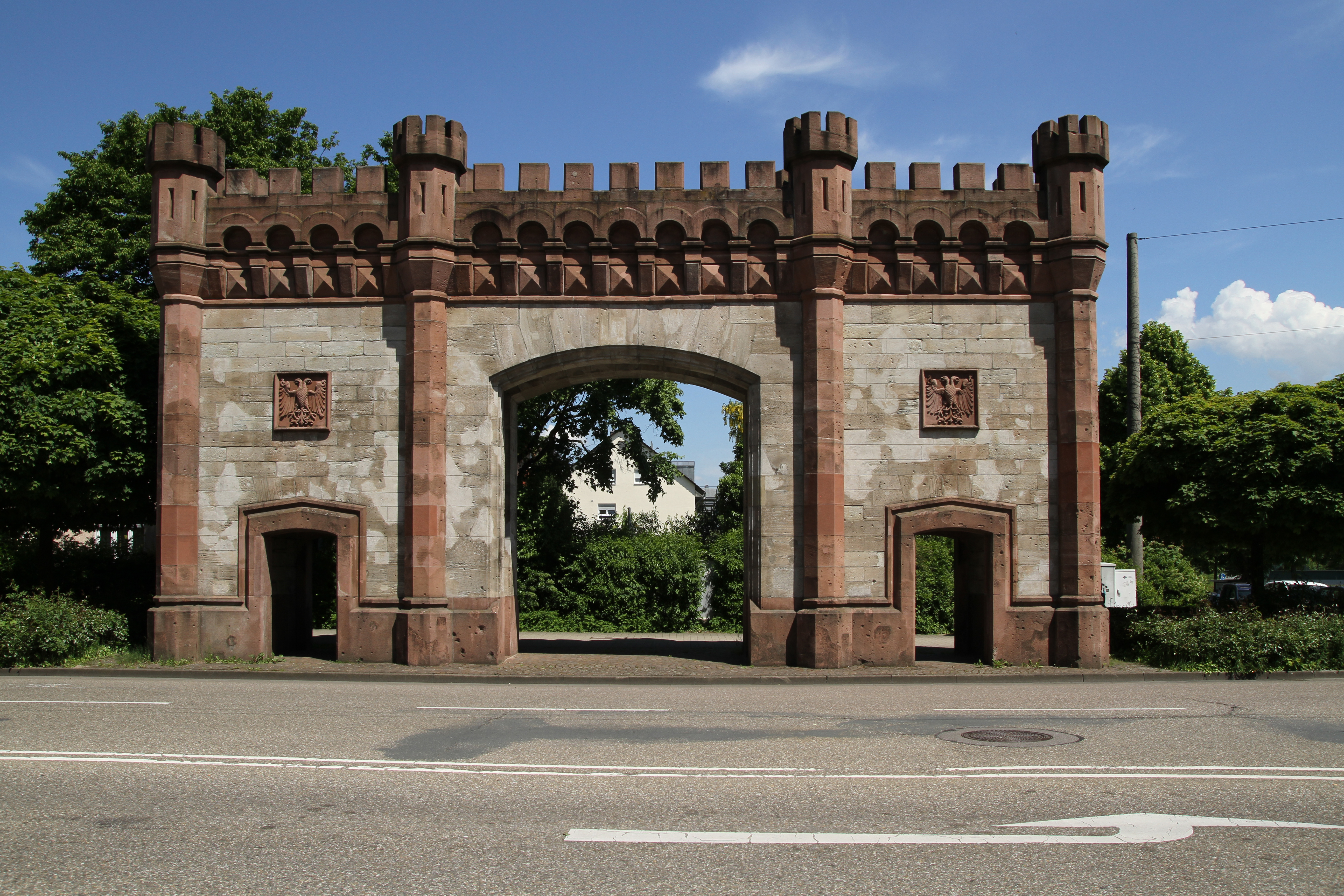
Karlsruher Tor

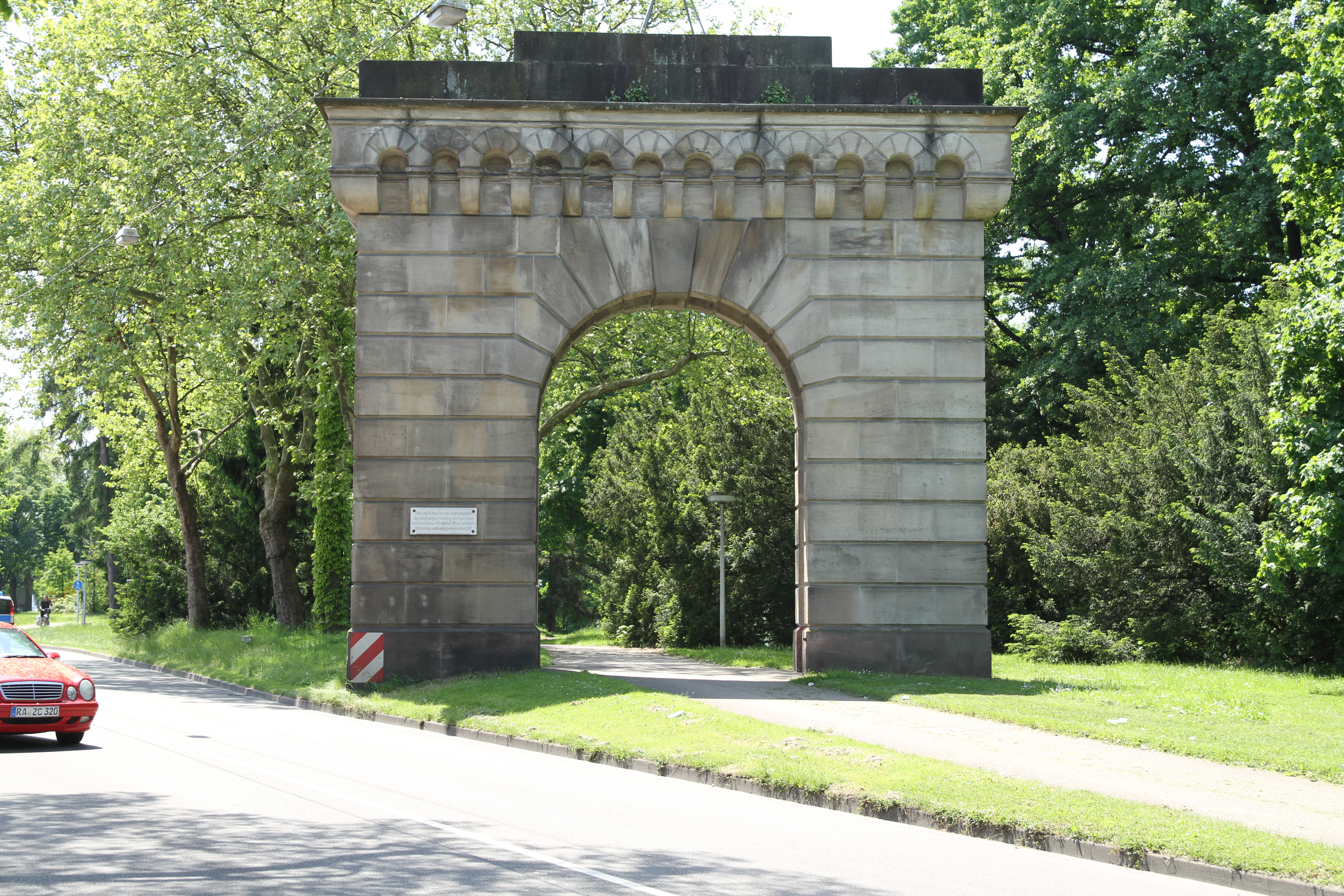
Kehler Tor

Die Festung Rastatt wurde 1890 aufgegeben, da sie ihre Lage an der Grenze und damit ihre Bedeutung verloren hatte. Die Anlagen wurden 1892 zum Großen Teil zum Abbruch an die Stadt Rastatt verkauft. Nachdem das Deutsche Reich den Ersten Weltkrieg verloren hatte, wurde im Friedensvertrag von Versailles in Artikel 180 festgelegt, dass Deutschland auch seine rechtsrheinischen Festungen in einem Korridor von 50 Kilometern schleifen müsse. Von der Interalliierten Militär-Kontrollkommission wurde daher auch festgelegt, welche Reste der aufgelassenen Festung Rastatt noch zu schleifen waren.
Folgende heutige Reste lassen noch eine Vorstellung von den Ausmaßen der Festung zu:
- Kehler Tor
- Karlsruher Tor
- Lünetten 34, 35, 37, 42
- Cavalier 1
- Die Contre-Escarpe-Galerie beim Cavalier 1
- Die Geschützkasematten der Flanke 27 beim Karlsruher Tor
- Obere Stauschleuse und Untere Stauschleuse mit Resten der Stadtbefestigung
- Die Wagenhäuser 1 und 2 beim Cavalier 1
- Das Festungslazarett (hinter den Wagenhäusern)
- Das Proviantmagazin parallel hierzu (im Volksmund „Körnermagazin“)
- Die beiden Kasernengebäude der Leopoldsfeste zwischen Lazarett und Proviantmagazin

Der Historische Verein Rastatt kümmert sich um die Reste der Festung, restauriert und konserviert sie und macht sie einer interessierten Öffentlichkeit zugänglich. Für dieses ehrenamtliche Engagement zeichnete ihn der Bund Freiheit statt Baden-Württemberg mit dem Titel „Badener des Jahres 2023“ aus.
Die Kasematten sind zugänglich, es werden Führungen angeboten. Im östlichen Teil der ehemaligen Leopoldsfeste sind 500 m Gänge zur Besichtigung erschlossen.

## Rezeption
Das Badnerlied, die inoffizielle Hymne Badens, nimmt in der dritten Strophe Bezug auf die Festung, die als Schutz gegen französische Einfälle verstanden wurde.
„In Rastatt ist die Festung

und das ist Badens Glück.“
1988 veröffentlichte Erich Schlossarek seinen historischen Roman Auf Gnade und Ungnade, der sich mit der Belagerung der Festung im Jahre 1849 befasst.